# سیارک ۳۲۷۷۶
سیارک ۳۲۷۷۶ (به انگلیسی: 32776 Nriag، نامگذاری:1987KG5) سی و دو هزار و هفتصد و هفتاد و ششمین سیارک کشف شده‌است که در ۲۹ مه ۱۹۸۷ کشف شد.